# Poltrona Tugendhat
La poltrona Tugendhat (modello numero MR70) è una poltrona a sbalzo modernista progettata da Ludwig Mies van der Rohe nel 1929-1930 per la Villa Tugendhat a Brno, in Cecoslovacchia.

## Design
Apparentemente, la poltrona Tugendhat è una specie di ibrido fra la poltrona Barcelona del 1929 e la poltrona Brno del 1929-1930. Come la poltrona di Barcellona, la poltrona Tugendhat ha seduta e schienale ampi ed imbottiti in pelle, sostenuti da cinghie di cuoio montate su un telaio in acciaio. 
Il metallo era originariamente in acciaio inox lucidato, esempi moderni sono spesso cromati.